# Фаулхабер, Геррит
Геррит Хенри Виктор Лодевейк Фаулхабер (нидерл. Gerrit Henri Victor Lodewijk Faulhaber; 22 сентября 1912, Чиребон, Голландская Ост-Индия — 1951) — индонезийский футболист, полузащитник.

## Биография
Геррит Фаулхабер родился в портовом городе Чиребон, в семье Хенри Лодевейка Фаулхабера и его жены Йоханны Вилхелмины Зиттер.
С начала 1930-х годов Фаулхабер играл за футбольную сборную Семаранга. В 1938 году он был игроком клуба «Гоу Эхед» из Семаранга.
В конце мая 1938 года Геррит был вызван в сборную Голландской Ост-Индии и отправился с командой в Нидерланды. Он был одним из семнадцати футболистов, которых главный тренер сборной Йоханнес Христоффел ван Мастенбрук выбрал для подготовки к чемпионату мира во Франции. 
В начале июня сборная отправилась на мундиаль, который стал для Голландской Ост-Индии и Индонезии первым в истории. На турнире команда сыграла одну игру в рамках 1/8 финала, в котором она уступила будущему финалисту турнира Венгрии (6:0). Фаулхабер не принял участия в этом матче.